# ペーター・ハントケ
ペーター・ハントケ（ドイツ語: Peter Handke, 1942年12月6日 - ）は、オーストリア出身の現代作家。小説、戯曲、詩から放送劇、フランス文学の翻訳まで幅広く活動。現在フランスのシャヴィーユ在住。2019年ノーベル文学賞受賞。

## 経歴
母親の故郷であるケルンテン州のグリッフェンで生まれる。母はケルンテンのスロヴェニア人、父はドイツ人で、ナチス・ドイツの軍人であった。クラーゲンフルトのギムナジウムを卒業した後、グラーツ大学にて法律学を専攻。1966年に小説『雀蜂』で作家デビュー、直後に大学を中退。この年プリンストンで開かれた47年グループに参加しグループに対して痛烈な批判を行い、フランクフルトで最初の戯曲『観客罵倒』（四人の出演者が劇の始めから終わりまでひたすら観客を罵倒し続けるというもの）を上演しセンセーショナルなデビューを飾る。当時ビートルズの影響を受けたマッシュルームカットだったこともあり「文学界のポップスター」とも評された。
デビュー以来ほぼ年に1作のペースで話題作を発表しており、その活動分野は小説、戯曲、詩から放送劇、フランス文学の翻訳まで幅広い。孤児が言葉を知ることによって社会にとらわれていく様を幾つもの断章を用いて描いた戯曲『カスパー』（1967年）や、殺人者が次第に言葉や社会とのつながりを失っていく小説『ペナルティキックを受けるゴールキーパーの不安』（1970年）など、当初は社会に溶け込めない個人を主題とした実験的なものが多かったが、70年代・80年代から次第に肯定的、総合的な作風へ移行して行き、前年の母親の自殺を扱った『幸せではないが、もういい』（1972年）や、『ゆるやかな帰郷』（1979年）、母方の祖父の故郷スロヴェニアを旅する『反復』（1986年）といった自伝的な作品も手がけるようになった。またヴィム・ヴェンダースと組んでの映画製作が知られており、自作が原作の『ゴールキーパーの不安』（映画は1971年)、『まわり道』（同1974年）や『ベルリン・天使の詩』で脚本を書いている。
1996年に発表した紀行文『ドナウ、サーヴェ、モラヴァ、ドリナ河畔への冬の旅』において、ユーゴスラビア紛争での西側メディアの報道の偏りを非難し、NATOによる空爆を批判。この言動は親セルビア的であるとしてマスコミから集中砲火を浴び、ギュンター・グラス、ハンス・マグヌス・エンツェンスベルガーらからも強い批判を受け、また前述のヴィム・ヴェンダースともこの問題を機に仲違いをしている。ハントケは20年以上前に受賞したゲオルク・ビュヒナー賞を返上するなど態度を崩さず、この問題に関しては一貫して頑固な姿勢を崩していない。2003年から始まったアメリカ主導のイラク攻撃及びその後発覚したアメリカの情報偽装問題に関してもユーゴ問題を引き合いに出し識者やマスコミは糾弾する資格が無いと月刊プレイボーイ誌において語っている。2005年にはスロボダン・ミロシェヴィッチ前大統領から国際戦犯法廷での弁護に立つように要請され、直接の弁護は断ったもののエッセーなどの言論でこれに答えている。2019年のノーベル賞受賞に関して、ヨーロッパの文壇ではハントケに対する批判や論争が再燃したが、選考機関であるスウェーデン・アカデミーの複数のメンバーが、「ハントケが戦争や虐殺を賛美したり相対化したりした証拠はない」と反論した。

## 著作

### 小説
- 雀蜂（1966年）
- 内界の外界の内界（1969年）
- ペナルティキックを受けるゴールキーパーの不安（1970年）
- 長い別れのための短い手紙（1972年）
- 幸せではないが、もういい（1972年）
- 真の感覚の時（1975年）
- ゆるやかな帰郷（1979年）
- 左ききの女（1976年）
- こどもの物語（1981年）
- 反復（1986年）
- だれもいない入り江での一年（1994年）
- イメージの喪失（2002年）
- ドン・ファン（2004年）
- 別の国の私の日（2021年）

### 戯曲
- 観客罵倒（1966年）
- カスパー（1967年）
- 被後見人が後見人になりたがる（1967年）
- クヴォドリベット（1969年）
- ボーデン湖の騎行（1972年）
- いくつかの村について（1982年）
- 私たちがたがいになにも知らなかったとき（1992年）
- 問いの技法（1994年）
- 不死への備え（1997年）
- 丸木舟での航海（1999年）
- 地下鉄ブルース（2003年）
- アランフエスの麗しき日々（2012年）

### 映画
- ゴールキーパーの不安（1972年）原作・台詞
- まわり道（1974年）原作・脚本
- 左利きの女（1978年）監督・脚本
- ベルリン・天使の詩（1987年）脚本

## 日本語訳
- 『不安：ペナルティキックを受けるゴールキーパーの』（羽白幸雄訳、三修社、1971年）
- 『カスパー』（龍田八百訳、劇書房、1984年）
- 『左利きの女』（池田香代子訳、同学社、1989年）
- 『反復』（阿部卓也訳、同学社、1995年）
- 『空爆下のユーゴスラビアで』（元吉瑞枝訳、同学社、2001年）
- 『幸せではないが、もういい』（元吉瑞枝訳、同学社、2002年）
- 『こどもの物語』（阿部卓也訳、同学社、2004年）
- 『私たちがたがいになにも知らなかった時』（鈴木仁子訳、論創社、2006年）
- 『ドン・フアン（本人が語る）』（阿部卓也・宗宮朋子訳、三修社、2011年）
- 『アランフエスの麗しき日々』（阿部卓也訳、論創社、2014年）
- 『ハントケ・コレクション 1』（服部裕・元吉瑞枝訳、法政大学出版局、2023年）
  - 『長い別れのための短い手紙』
  - 『幸せではないが、もういい』
  - ノーベル文学賞受賞講演
- 『ハントケ・コレクション 2』（阿部卓也訳、法政大学出版局、2024年）
  - 『反復』
  - 『作家の午後』
- 『ハントケ・コレクション 3』（元吉瑞枝・阿部卓也・服部裕訳、法政大学出版局、2025年）
  - 『冬の旅』
  - 『冬の旅への夏の補遺』
  - 『空爆下のユーゴスラヴィアで』
  - 『ダイミエルのタブラス』

## 関連書籍
- 斎藤松三郎 著『夢のありかを求めて ペーター・ハントケ論』（鳥影社、2001年）